# خوسه باسوالدو
خوسه اُوراسیو باسوالدو (اسپانیایی: José Horacio Basualdo‎؛ زادهٔ ۲۰ ژوئن ۱۹۶۳) یک بازیکن فوتبال اهل آرژانتین است.

## باشگاهی
از باشگاه‌هایی که در آن بازی کرده‌است می‌توان به بوکا جونیورز، باشگاه فوتبال اشتوتگارت، باشگاه فوتبال راسینگ کلاب و ولز سارسفیلد اشاره کرد.

## تیم ملی
وی همچنین در تیم ملی فوتبال آرژانتین بازی کرده است.